# مورغان جاي أوبراين
مورغان جاي أوبراين (بالإنجليزية: Morgan J. O’Brien)‏ هو قاضي ومحامي أمريكي، ولد في 28 أبريل 1852، وتوفي في 16 يونيو 1937.